# Myotis macrotarsus
Myotis macrotarsus  (Waterhouse, 1845) è un pipistrello della famiglia dei Vespertilionidi diffuso nelle Filippine e nel Borneo.

## Descrizione

### Dimensioni
Pipistrello di medie dimensioni, con la lunghezza totale tra 103 e 121 mm, la lunghezza dell'avambraccio tra 46 e 50 mm, la lunghezza della coda tra 45 e 59 mm, la lunghezza del piede tra 14 e 17 mm, la lunghezza delle orecchie tra 18 e 19 mm e un peso fino a 16 g.

### Aspetto
La pelliccia è molto corta. Le parti dorsali variano dal bianco al grigio pallido, con la base dei peli grigio scura, mentre le parti ventrali sono bianche, spesso con dei riflessi giallastri. Le orecchie sono lunghe, con il margine posteriore diritto. Il trago è diritto e appuntito. Le membrane alari sono grigio-rosato pallido e attaccate sulla schiena molto vicine alla spina dorsale e posteriormente sulle caviglie. I piedi sono molto grandi, con gli artigli distintamente neri. La coda è lunga ed inclusa completamente nell'ampio uropatagio. Il calcar è molto lungo. Il cariotipo è 2n=44 FNa=50.

## Biologia

### Comportamento
Si rifugia all'interno di grotte o nelle loro immediate vicinanze dove forma piccoli gruppi. Cattura le prede sulle superfici d'acqua, lungo i fiumi e in zone agricole.

### Alimentazione
Si nutre di insetti raccolti sulla superficie dell'acqua.

## Distribuzione e habitat
Questa specie è diffuso nel Borneo e sulle isole di Balanbangan e Banggi lungo le coste settentrionali; Isole Filippine: Palawan, Luzon, Guimaras, Marinduque, Mindanao, Mindoro, Negros, Bantayan, Bohol, Polillo e Tawi-tawi.
Vive nelle foreste fino a 250 metri di altitudine.

## Conservazione
La IUCN Red List, considerato che la popolazione è diminuita di più del 30% negli ultimi 15 anni a causa della perdita del proprio habitat cavernicolo, classifica M.macrotarsus come specie prossima alla minaccia di estinzione (Near Threatened).